# Motyčky
Motyčky é um município da Eslováquia localizado no distrito de Banská Bystrica, região de Banská Bystrica.

## Demografia
| Ano:        | 1994 | 2004   | 2014    | 2024   |
| ----------- | ---- | ------ | ------- | ------ |
| Broj ljudi: | 101  | 98     | 110     | 104    |
| Razlika:    |      | -2,97% | +12,24% | -5,45% |

| Ano:               | 2023 | 2024   |
| ------------------ | ---- | ------ |
| Número de pessoas: | 107  | 104    |
| Diferença:         |      | -2,80% |